# Semiothisa paranora
Semiothisa paranora là một loài bướm đêm trong họ Geometridae.